# هومبريكتيكون
هومبريكتيكون (بالألمانية: Hombrechtikon) هي إحدى بلديات مقاطعة مايلن في كانتون زيورخ في سويسرا. تبلغ مساحتها 12.19 كيلومتر مربع، ويقدر عدد سكانها بـ 8620 نسمة (حسب تعداد ديسمبر 2017).

## أعلام
- هانز يدرمان